# بورال آل
بورال آل (به لاتین: Borale Ale) یک کوه در اتیوپی است که در منطقه اداری ۲ (عفر) واقع شده‌است. بورال آل ۶۶۸ متر بالاتر از سطح دریا واقع شده‌است.